# Aeroportul Feijó
Aeroportul Feijó (IATA: FEJ, ICAO: SNOU) este un aeroport din Feijó, Acre, Brazilia ce deservește zona Feijó. A fost numit după zona deservită.
Situat la o altitudine de 168 m, aeroportul dispune de 1 pistă. Este operat de Feijó.

## Infrastructură

### Piste
Aeroportul dispune de o singură pistă. Pista 3/21 are suprafața de asfalt și dimensiunile 1.200 m × 24 m. 